# Âhaneith
Âhaneith est une femme égyptienne vivant sous la Ire dynastie. Son nom vient de la déesse Neith.
Le pharaon Djet, de la Ire dynastie, a été enterré dans la tombe Z d'Oumm el-Qa'ab, où se trouve une stèle portant le nom d'Âhaneith. La stèle est référencée UC 14268. On est pas sûr qu'Âhaneith soit l'épouse du roi, une fonctionnaire royale ou une parente du roi.